# 光化学

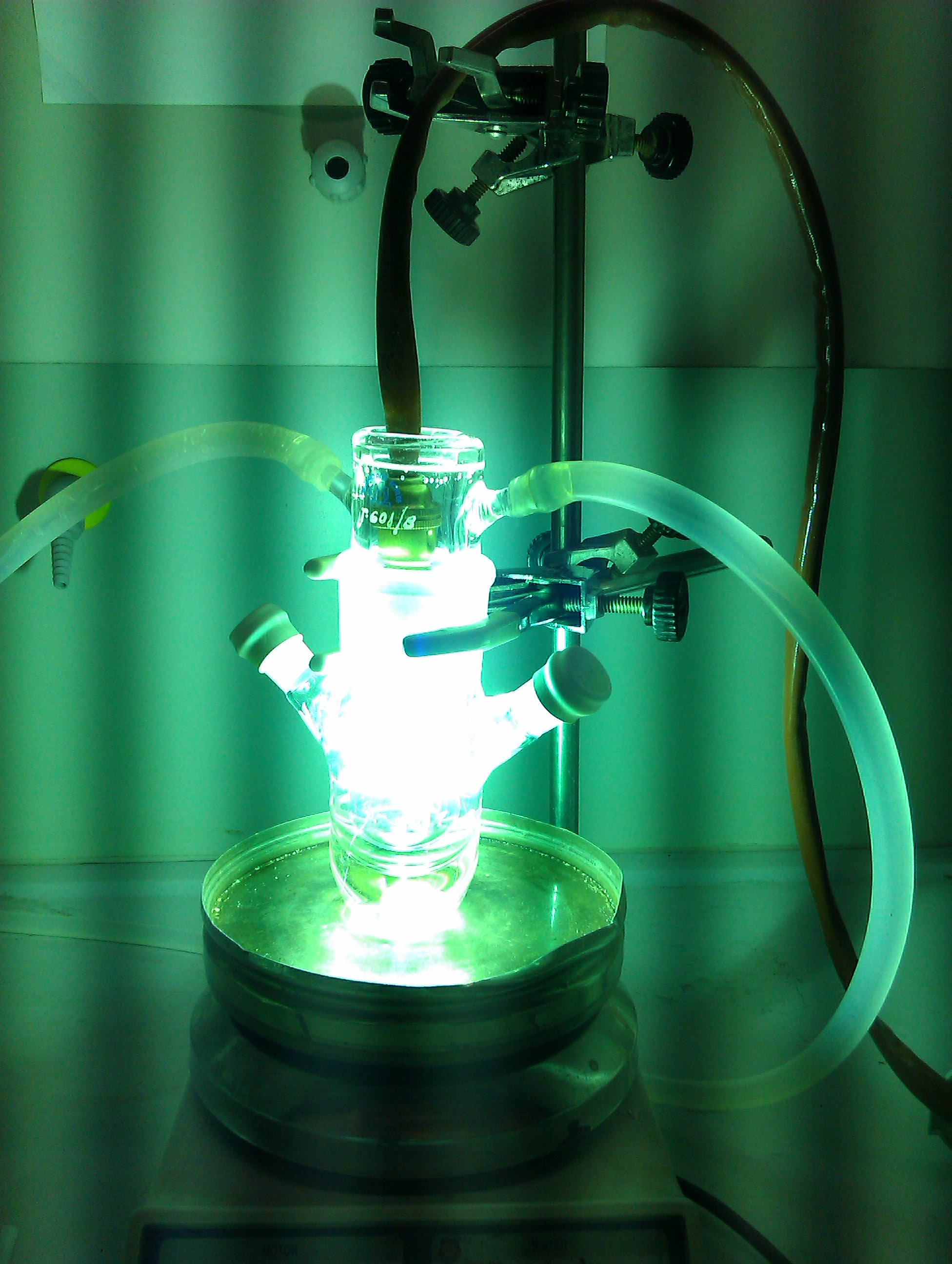
带有汞蒸气灯的光化学浸入式反应器 (50 mL)

光化学（英语：photochemistry），是化学的一个分支，是一门研究物质因受光的影响而产生化学效应的学科。这里的光通常指紫外光或可见光。光化学与其他化学的本质区别在于光化学涉及激发态。

## 历史
最早进行光化学研究的学者是意大利化学家贾科莫·恰米奇安，从1886年开始，他与意大利化学家Paolo Silber共同完成了“苯醌向对苯二酚的转化”以及“硝基苯在醇溶液中的光化学作用”等研究，他也可被认为是太阳能电池板之父。在1912年的第8届国际应用化学大会上，他以“光化学的未来”为题发表了一篇演讲，展望了光化学在未来可能起到的重要作用。

## 定义
光化学的定义有不同的表述。C. H. Wells认为，光化学研究的是“吸收了紫外光或可见光的分子所经历的化学行为和物理过程”。N. J. Turro则认为“光化学研究的是电子激发态分子的化学行为和物理过程”。由于电子激发态通常由分子吸收紫外光或可见光形成，所以上述两种定义的实质是一样的。

## 激发态
激发态，即电子激发态。当分子中的电子排布不完全遵从构造原理时，则称此分子处于激发态。物质的基态分子吸收了可见光或紫外光后，其电子会被激发，跃迁到更高的能级，形成处于激发态的分子。物质和光的能量都是量子化的，也就是说其能量只能取特定的值。因此，物质可以吸收具有特定能量的光子到达具有特定能量的激发态。相应地，激发态也可以通过各种方式失去多余的能量回到基态。

### 激发态的形成
当一个光子的能量大于或等于两个分子轨道间的能量差时，分子可以吸收这个光子，产生处于激发态的分子。这一过程需要遵从光化学第一定律。普通光引起的吸收过程还要遵循光化学第二定律，但激光引发的吸收过程有可能引发双光子效应，亦即光化学第二定律不再严格适用。
物质吸收光的能力可以用摩尔消光系数表征。这一能力与化合物发生跃迁的概率有关。而跃迁发生的概率由跃迁选择规则决定，但由于分子运动、旋轨耦合和旋旋耦合等因素，跃迁选择规则并不完全适用。

### 单重态和三重态
单重态，也称单线态，指的是自旋多重性为1的分子。单重态分子的能级在磁场中不裂分，在光谱中只能看到一条能级线。绝大多数分子的基态是单重态。
三重态，也称三线态，指的是自旋多重性为3的分子。三重态分子的能级在磁场中裂分，在光谱中原来的一条能级线裂分为三条线。当分子中含有两个未配对的、自旋方向相同的电子时，该分子处于三重态。

### 激发态的失活
这些激发态的寿命较短，会在非常短的时间内失去多余的能量回到基态构型，这个过程可以通过不同途径完成。

#### 激发态的物理失活
如果失活过程中分子回到了其原始的基态，那么就是一个物理失活过程。物理失活过程可以分为：
1. 分子内过程
  - 辐射跃迁：在分子从激发态变为基态的过程中发射电磁辐射的跃迁。即发光过程，包括荧光、磷光和延时荧光。
  - 非辐射跃迁：在失活过程中不发射电磁辐射的跃迁。包括内转换和系间窜越。
2. 分子间过程
  - 振动弛豫：当分子具有多余的振动能时，将会快速地相互碰撞或与溶剂分子碰撞，从而生成某一电子能级的最低振动能级的分子，这一过程成为振动弛豫。
  - 能量转移：此过程中，一个电子激发态分子（给体）将能量传递给另外一个分子（受体）从而变成更低电子能级的状态，相应地，受体分子变成更高的电子能态。受体又称猝灭剂，给体又称敏化剂。
  - 电子转移：此过程中一个光激发的给体分子与基态的受体分子相互作用，从而形成一个离子对。这个离子对有可能发生反向电子转移，从而使激发态给体猝灭。

#### 激发态的化学失活
如果失活过程中形成了新的分子，则是化学失活过程。

### 雅布隆斯基图
雅布隆斯基图（英文：Jablonski Diagram）是分子激发和失活过程的图示表示。

## 研究内容

### 有机光化学
- 烯烃光化学
- 芳烃光化学
- 羰基化合物光化学
- 共轭烯酮光化学
- 偶氮化合物光化学
- 重氮化合物光化学
- 叠氮化合物光化学
- 有机硫化物光化学
- 光敏氧化反应

### 光催化
研究物质因受光的影响而产生催化效应的一个学科。如TiO2是最常用的光催化剂，它无毒、价廉、抗腐蚀并具有较高的催化活性。

### 引用
1. ↑  IUPAC. .  2nd ed. (the "Gold Book").  [1997]  [2012-03-16]. ISBN 0-86542-684-8. （原始内容存档于2012-03-18） （英语）.
2. 1 2  C. H. Wells. . Hoboken: John Wiley & Sons. 1973. ISBN 9780470933251 （英语）.
3. ↑  Nasini, Raffaello; Reginald Brown ,  Alfred Rée ,  W. Lash Miller ,  J. T. Hewitt ,  H. M. Dawson, Edmund Knecht. . Journal of the Chemical Society. 1926: 1857–1922. doi:10.1039/JR9262900993.
4. ↑  Ciamician, Giacomo. . Science. 1912, 36 (926): 385–394. ISSN 0036-8075. doi:10.1126/science.36.926.385.
5. ↑   Turro, Nicholas. . Sausalito, CA: University Science Books. 1991  [2012-03-16]. ISBN 9780935702712.

### 书籍
1. 张建成; 王夺元. . 北京: 化学工业出版社.  [2006-09]. ISBN 7-5025-8947-3 （中文（简体））.
2. Wardle, Brian. . John Wiley and Sons. 2010. ISBN 9780470014936 （英语）.